# Anton Reinlein
Georg Anton Reinlein (ca. 1766 – 9. August 1834 in Wien) war ein österreichischer Spieluhren-Fabrikant in Wien im 19. Jahrhundert. Er erhielt am 10. Februar 1824 ein Patent für die Verbesserung der Handharmonika. Diese hatte durchschlagende Zungen nach chinesischer Art und einen Handbalg.

### Patent

Zeitungsausschnitt: das Amtsblatt der Wiener Zeitung berichtet am 24. März 1824

Das Amtsblatt der Wiener Zeitung berichtete am 24. März 1824 über diese Verbesserung:

„Ausschließende Privilegien.
Se. k. k. Majestät haben mit Allerhöchster Entschließung vom
10. Februar d. J. geruht, Folgenden Privilegien zu ertheilen:
Erstens: […]
Zweitens: Dem Anton Reinlein, bürgerl. Spieluhren-Fabrikanten,
und dessen Sohn Rudolph Reinlein, zu Wien in der
Vorstadt an der Wien Nr. 32, auf die >>Verbesserung in Verfertigung
der Harmonika auf Chinesische Art, wornach dieselbe, obgleich
das Instrument nur drey Fuß Länge, zwölf Zoll Tiefe und
fünfzehn Zoll Breite habe, eine Tiefe von acht Fuß erhalte,
mittelst einer Claviatur zum Spielen mit freyer Hand eingerichtet
sey, den an sich starken Ton im Forte und Piano beliebig Ausdrücken,
und nebst den einer Harmonika ohnehin eigenen Adgio-Stücken auf jedes Allegro mit Expression ausführen lasse; übrigens
sich nie verstimme,<< ein Privilegium auf die Dauer von fünf Jahren; […]“

### Zeitungs Anzeige 1816

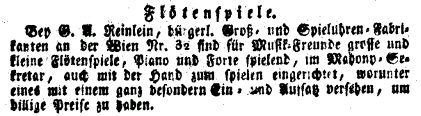
Anzeige über Flötenspiele von Reinlein

Eine Anzeige in der Wiener Zeitung von 23. November 1816 legt Zeugnis über die Existenz der Fa. Reinlein ab.

„Flötenspiele.
Bey G. A. Reinlein, Bürgerl. Groß- und Spieluhren-Fabrikanten an der Wien Nr. 32 sind für Musik–Freunde große und kleine Flötenspiele, Piano oder Forte spielend, im Mahony–Sekretar, auch mit der Hand zum spielen eingerichtet, worunter eines mit einem ganz besondern Ein- und Aufsatz versehen, um billige Preise zu haben.“

### Zeitungs Anzeige 1828
„Anzeige für Musikfreunde.

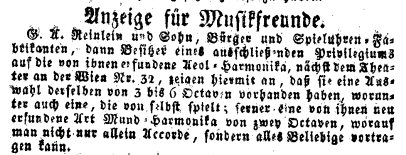
Anzeige für Musikfreunde von Reinlein

G.A. Reinlein und Sohn, Bürger und Spieluhren–Fabrikanten, dann Besitzer eines ausschließlenden Privilegiums auf die von ihnen erfundene Aeol–Harmonika, nächst den Theater an der Wien Nr. 32, zeigen hiermit an, dass sie eine Auswahl derselben von 3 bis 6 Octaven vorhanden haben, worunter auch eine, die von selbst spielt; ferner eine von ihnen neu erfundene Art Mund-Harmonika von zwey Oktaven, worauf man nicht nur allein Accorde, sondern alles Beliebige vortragen kann.“